# SK Brage
SK Brage var en sportklubb i Trondheim, Norge som bildades den 24 mars 1907. 1919 hade klubben underavdelingarna Ballklubben Brage, Brages Atletavdeling, Brages Idrætsavdeling och Brages Skiavdeling.
Laget spelade i den norska toppdivisionen säsongerna 1937/1938,  1938/1939,  1939/1940 samt 1947/1948. Under 1930-talet spelades hemmamatcherna på Sorgenfri gressbane.
SK Brage var under 1950-talet Trondheims bästa fotbollslag, och spelade i Hovedserien 1959/1960. 
En av klubbens största aktiva var friidrottsutövaren och medeldistanslöparen Hjalmar («Hjalle») Johannesen.
Boxning sorterade under friidrottsavdelningen, och klubben hade under 1920-talet flera framgångsrika amatörboxare som
Aage Steen och Johan Sæterhaug som båda deltog i olympiska spelen 1920 i Antwerpen, Belgien samt Johannes Røhme, Arne Ingdahl och Oddmund Gravem.
2009 beslutades att lägga ner klubben, efter år utan aktivitet.